# جوشیله
جوشیله (به هندی: Joshilaay) فیلمی است محصول سال ۱۹۸۹ و به کارگردانی سیبت حسن ریضوی است. در این فیلم بازیگرانی همچون سانی دئول، آنیل کاپور، سری دوی، میناکشی سشادری، آلوک نات، کولبوشان کارباندا، بهارات بوشان، ساتیش کایشیک ایفای نقش کرده‌اند.